# Valerie LaPointe
Valerie LaPointe (Norfolk, 8 agosto 1981) è una regista, sceneggiatrice e animatrice statunitense, nota per il suo lavoro presso lo studio Pixar.

## Biografia
Nacque a Norfolk, in Virginia. Fin da piccola ha mostrato interesse per l'animazione. All'età di otto anni, dopo aver visto La sirenetta (1989), iniziò a disegnare il personaggio di Ariel, trovando in quel film una forte ispirazione per il suo futuro. Come ha raccontato in un'intervista: "Mi ha colpito profondamente e mi ha ispirata. È diventato una sorta di ossessione". Decise così che il suo obiettivo sarebbe stato diventare animatrice.
Durante la sua infanzia, la sua famiglia si trasferì a Kempsville. A dodici anni, Valerie scrisse una lettera alla Walt Disney Pictures con una proposta per un film. Lo studio rispose gentilmente, informandola che non accettavano proposte esterne, ma le inviarono del materiale informativo su dove studiare arte e animazione.
Nel 1999, LaPointe si iscrisse alla Virginia Commonwealth University (VCU), dove produsse un cortometraggio studentesco intitolato Night Life, realizzato con dipinti ad acquerello. Si laureò nel 2003 con un Bachelor of Fine Arts (BFA) in arti della comunicazione e design. Successivamente, ricevette una borsa di studio Jacob K. Javits Fellowship dal Dipartimento dell'Istruzione degli Stati Uniti. Un suo professore la incoraggiò a proseguire gli studi e, in seguito, si iscrisse alla School of Cinematic Studies presso l'Università della California del Sud (USC), dove realizzò un film in stop-motion intitolato Lolly's Box. Questo cortometraggio fu proiettato all'Annecy International Animation Film Festival ed è stato uno degli otto finalisti agli Student Academy Awards del 2006.

## Carriera
Nel 2006, Valerie LaPointe iniziò il suo percorso come apprendista artista dello storyboard presso la Pixar Animation Studios, partecipando al programma inaugurale di tirocinio dedicato alle storie. Era parte di un gruppo di otto tirocinanti, tra cui Adrian Molina. Dopo aver conseguito il Master of Fine Arts (MFA) presso l'Università della California del Sud (USC) nel 2007, fu assunta a tempo pieno dalla Pixar.
Il suo primo progetto ufficiale come artista dello storyboard fu il cortometraggio Presto (2008). Successivamente, lavorò alle serie Mater's Tall Tales e Toy Story Toons, contribuendo a episodi come Small Fry (2011) e Partysaurus Rex (2012). Collaborò anche a lungometraggi come Ribelle - The Brave (2012), Inside Out (2015) e Il viaggio di Arlo (2015).
Nel 2016, LaPointe entrò nel team di produzione di Toy Story 4 (2019). Inizialmente titubante, pensava che Toy Story 3 (2010) fosse una conclusione perfetta per la saga. Tuttavia, dopo aver ascoltato la proposta del regista Josh Cooley, che prevedeva Bo Peep come personaggio centrale, cambiò idea e decise di unirsi al progetto. LaPointe fu nominata supervisore delle storie, guidando un team di artisti dello storyboard per reinventare Bo Peep come una figura femminile forte e indipendente. Inoltre, ebbe l'idea di creare l'antagonista del film, Gabby Gabby. Descrisse il processo spiegando di voler introdurre più personaggi femminili nell'universo di Toy Story, sottolineando come non fosse mai stata inclusa una bambola, un giocattolo iconico per le bambine. Grazie al suo contributo, LaPointe venne accreditata come una degli otto sceneggiatori del film.
Alla fine del 2018, il team di Toy Story 4 fu incaricato di creare un cortometraggio spin-off. Valerie propose un film su Bo Peep, basato su idee tagliate dal lungometraggio. Dichiarò: "La domanda più grande che mi ronzava in testa era cosa fosse successo a Bo Peep nel frattempo. Avevamo tante idee che non potevamo sviluppare nel film principale, quindi era perfetto per un cortometraggio." LaPointe fu scelta come regista del cortometraggio, intitolato Lamp Life (2020), di cui scrisse gran parte della sceneggiatura e realizzò gli storyboard. Il film venne distribuito su Disney+ il 31 gennaio 2020.
Nel 2019, Variety inserì Valerie LaPointe tra i dieci animatori americani da tenere d'occhio.
Nel 2023 è stata annunciata da Pixar lo sviluppo di una serie televisiva basata su Inside Out, intitolata Dream Productions. La serie è stata ufficialmente programmata per iniziare a essere trasmessa l'11 dicembre 2024, con LaPointe che dirigerà diversi episodi insieme a Mike Jones e Austin Madison.

## Vita privata
Valerie LaPointe è sposata con Matthew Luhn e ha due figlie. La coppia vive a Oakland. Su Instagram, LaPointe ha condiviso con orgoglio il nuovo libro del marito, illustrato da Luke Flowers, intitolato Santa Yeti.

## Filmografia

### Cinema
- Up – Voce aggiuntiva (2009)
- Brave – Storyboard artist (2012)
- Inside Out – Storyboard artist (2015)
- The Good Dinosaur – Storyboard artist (2015)
- Toy Story 4 – Sceneggiatrice della storia originale, Story Supervisor (2019)
- Soul – Associata esecutiva (2020)

### Cortometraggi
- Night Life – Regista, Sceneggiatrice, Story Editor, Produttrice (2003)
- Upside Downed – Regista, Sceneggiatrice, Story Editor, Produttrice – Ruolo: Melina (2005)
- Lolly's Box – Regista, Sceneggiatrice, Story Editor, Produttrice (2005)
- Your Friend the Rat – Artista di inchiostro e pittura 2D (2007)
- Presto – Storyboard artist (2008)
- Cars Toons: Mater's Tall Tales – Storyboard artist (Episodi 1–3) (2008–2010)
- George and A.J. – Voce: Cat Lady (2009)
- Toy Story Toons: Small Fry – Storyboard artist (2011)
- Toy Story Toons: Partysaurus Rex – Storyboard artist (2012)
- Lamp Life – Regista, Sceneggiatrice, Storyboard artist (2020)
- Sprite Fright – Voce: Ellie (2021)